# Niagarský poloostrov

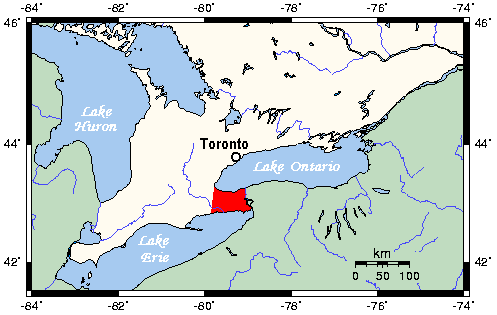
Mapa jižního Ontaria. Niagarský poloostrov červeně označen

Niagarský poloostrov (angl. Niagara Peninsula) leží v jižní části kanadské provincie Ontario. Na severu jej ohraničuje jezero Ontario, na východě řeka Niagara, na jihu Erijské jezero (obé předchozí tvoří zároveň přirozenou hranici s USA, státem New York). Na západě se pak hranice klade k městu Hamilton.
Přes Niagarský poloostrov prochází hlavní silniční, železniční a komunikační spoje mezi USA a přiléhajícími částmi Kanady. Ústředním uzlem oblasti je v tomto ohledu St. Catharines.

## Významná města
V současné době se za významná města (city) považují: St. Catharines, Niagara Falls, Thorold, Port Colborne a Welland. Další města (town) jsou Niagara-on-the-Lake, Lincoln, Pelham, Grimsby, Fort Erie. Většina poloostrova je součástí tzv. Niagarského regionu.

## Historie

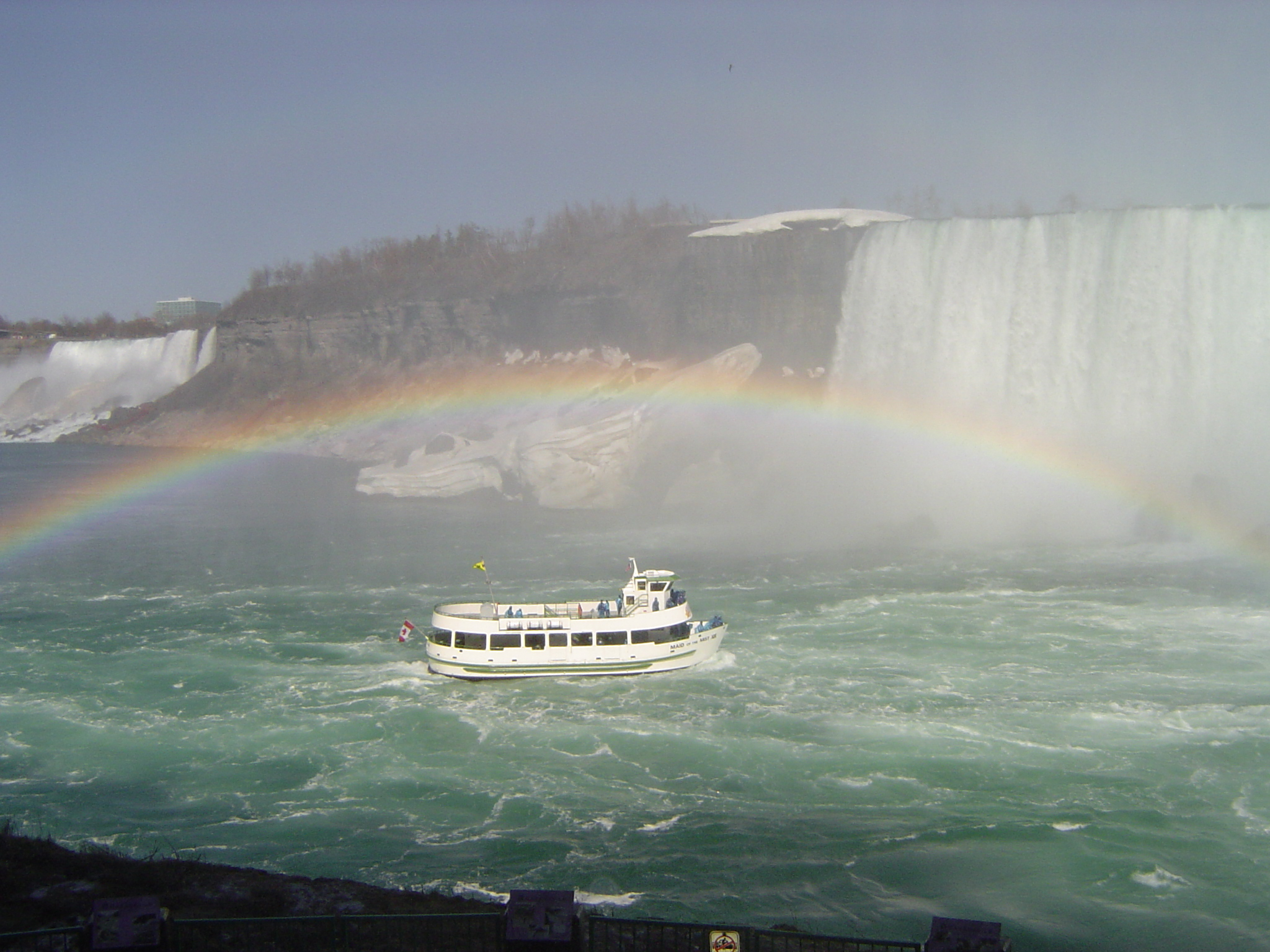
Kanadská loď veze turisty na vyhlídku pod Niagarské vodopády

Oblast byla původně osídlena indiánskými kmeny, které Francouzi nazvali Neutrálové, neboť bez zábran obchodovali a i jinak spolupracovali s oběma největšími a navzájem smrtelně znepřátelenými svazy kmenů okolo Velkých jezer, Huróny i Irokézy. V roce 1650 či krátce poté je Irokézové prakticky vyhladili (malé zbytky uprchly na jih). Irokézové pak oblast používali jako občasné loviště a oblast byla jen velmi sporadicky osídlena až do Americké války za nezávislost, kdy se zde začali usazovat loajalisté, kteří opustili Spojené státy americké.
Niagarský poloostrov byl jedno z prvních území tzv. Horní Kanady, osídlované loajalisty. Hlavním městem nové kolonie se stala Niagara-on-the-Lake. Během britsko-americké války (1812–1813) podnikla americká strana několik pokusů ze strategického hlediska významnou oblast dobýt, avšak všechny skončily neúspěchem (viz niagarská kampaň), mimo jiné pro zuřivý odpor prakticky všeho obyvatelstva, ať už šlo původem o Francouze, indiány nebo britské loyalisty.
V první fázi kolonizace byl poloostrov oblastí zemědělských usedlostí (dodnes je významnou složkou jeho ekonomiky pěstování ovoce, zejména pak révy vinné), pak se postupně začal stávat průmyslovým centrem. Významnou roli zde hrály vodní mlýny a posléze stavba kanálu Welland a vodní elektrárny na Niagarských vodopádech. V moderní době je také významný turistický průmysl, přičemž největším lákadlem oblasti jsou Niagarské vodopády. V průběhu pokračující industrializace ztratila Niagara-on-the-Lake status metropole oblasti, který přešel na St. Catharines.